# Moses Isserlis
Moshe (ben Jisrael) Isserles eller Moses Isserlis (1525–1572) var en fremtrædende polsk rabbiner og halakha-kodifikator, ofte benævnt med sit akronym Remu eller Rema (hebr. רמ״א).

## Værker
- Darchei Moshe
- Mappa

| Religion | Spire Denne religionsartikel er en spire som bør udbygges. Du er velkommen til at hjælpe Wikipedia ved at udvide den. |